# Doodia squarrosa
Doodia squarrosa là một loài dương xỉ trong họ Blechnaceae. Loài này được Colenso mô tả khoa học đầu tiên năm 1881.
Danh pháp khoa học của loài này chưa được làm sáng tỏ. 